# Krishnan Raghavachari
Krishnan Raghavachari (* 3. April 1953 in Madras, Indien) ist ein indischer Chemiker und Physiker.
Raghavachari erhielt 1973 den BSc an der University of Madras und 1975 den MSc am Indian Institute of Technology. Seinen PhD in Chemie erhielt er 1981 an der Carnegie Mellon University. Anschließend ging er bis 2002 an die Bell Laboratories und ist seit 2002 Professor für Chemie an der Indiana University. 
Die Forschungsgebiete sind chemische Bindungen in kleinen Clustern, Untersuchungen von Halbleitern mit Computern und Materialien im Nanobereich.

## Auszeichnungen
- 1987: Distinguished Researcher Award der Bell Laboratories
- 2001: Fellow American Physical Society
- 2008: Fellow Royal Society of Chemistry
- 2009: Davisson-Germer-Preis[3]
- 2024: ACS Award for Computers in Chemical and Pharmaceutical Research[4]